# Gonia insueta
Gonia insueta là một loài ruồi trong họ Tachinidae.